# Frans Pen

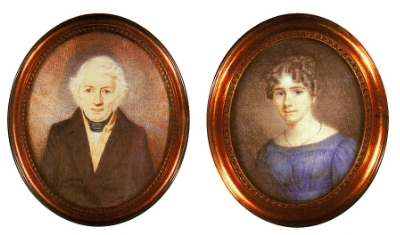
Frans Pen en Wilhelmina Schimmel (rond 1840)

Frans Pen, (Eemnes, 19 november 1775 – Baarn, 7 februari 1841) was een Nederlands burgemeester.
Pen was een boerenzoon van Cornelis Harmensz. Pen en Neeltje Franse Makker die aan de Maatweg in Eemnes woonden. Frans huwde in Baarn op 4 mei 1800 met (1) Machtildis Maszelink. Zij overleed echter al in januari 1802. Frans hertrouwde op 22 januari 1804 met herbergiersdochter Wilhelmina Schimmel. Ze kregen twaalf kinderen. Frans was de eerste burgemeester van Baarn na de Franse tijd. In de Franse tijd werd de burgemeester maire genoemd.
Hoe Frans burgemeester is geworden is een bijzonder verhaal. De vader van Frans bezat een boerderij in Eemnes. Frans zijn moeder overleed in 1782. Frans zijn vader overleed in 1785. Frans was op negenjarige leeftijd reeds wees. Hij kwam onder de voogdij van onder meer zijn oom, Jelis Pen. Het is niet bekend wat Frans voor opleiding en opvoeding heeft gehad maar gezien zijn latere carrière zal hij een Franse opvoeding hebben genoten.
De Bataafse omwenteling van 1795 lijkt voor Frans, die toen 19 jaar was, de mogelijkheid te zijn geweest een mooie carrière in de politiek en het notariaat op te bouwen. In 1795 werd in elk dorp, en ook in Baarn, door het bestuur van de provincie een voorlopige gemeenteraad benoemd. Dit was de zgn. Provisionele Municipaliteit. In een vergadering in maart 1795 werd Frans tot tweede secretaris der Provisionele Volksrepresentatie gekozen.
Daarnaast bekleedde Frans al zijn ambt als notaris. De eerste akten van Frans zijn hand als notaris dateren uit 1800. Het is daarom goed mogelijk dat Frans zijn ambt als notaris tegelijkertijd met zijn functie als secretaris vervulde. In 1806 werd Frans 'Koninklijk Notaris' in het Koninkrijk Holland met standplaats Baarn. Na de inlijving bij Frankrijk in 1810 volgde op 12 september 1812 zijn beëdiging als Keizerlijk notaris in de residentie Baarn. Baarn ressorteerde onder het Kanton Amersfoort, Departement van de Zuiderzee. In 1809 werd Frans tot schout benoemd. Na de inlijving werd de titel van schout in maire gewijzigd. 
Na herstel van de onafhankelijkheid in 1813 bleef Frans in functie maar werd de titel van maire gewijzigd naar burgemeester. Op 9 augustus 1825 wordt Frans Pen bij koninklijk besluit benoemd tot burgemeester en secretaris van Baarn en de Vuursche.
In 1818 werd Pen lid van de Commissie van Weldadigheid die was ingesteld door het prinselijk paar Willem III en prinses Anna Paulowna. Andere leden waren jonkheer Gebrand Faas Elias, pastoor W. Van der Worp en predikant Hondius Gaukes.
Op 7 februari 1841 overleed Frans in zijn huis "Hoogerlust" op de hoek van de Hoofdstraat en de huidige Burgemeester Penstraat. Frans werd opgevolgd door zijn zoon Jan Pen.